# Monacrostichus citricola
Monacrostichus citricola är en tvåvingeart som beskrevs av Mario Bezzi 1914. Monacrostichus citricola ingår i släktet Monacrostichus och familjen borrflugor. Inga underarter finns listade i Catalogue of Life.